# Гиль, Анджей
Анджей Гиль (пол. Andrzej Gil; 1 декабря 1963) — польский историк и политолог, профессор Люблинского католического университета, комментатор на телевидении, радио и в прессе, переводчик научной литературы.

## Биография
Выпускник Люблинского католического университета (1988). В 1999 году получил докторат, а в 2006 году — хабилитацию. С 2007 года заместитель директора научных дисциплин Института центрально-восточной Европы. Работал на кафедре Восточных исследований института политологии Люблинского католического университета. Интересуется историей Православной и Униатской церквей в Речи Посполитой. Занимается анализом политики государств постсоветского блока.
Читал лекции в Украинском католическом университете во Львове и Восточноевропейском национальном университете им. Леси Украинки в Луцке.
Автор и соавтор нескольких книг и более 100 научных статей, редактор и соредактор научных публикаций, издательских серий и журналов.

## Награды
- Золотая медаль «За долголетнюю службу» (21 декабря 2021)[3]
- Серебряная медаль «За долголетнюю службу» (2009)

## Избранные публикации
- «Prawosławna eparchia chełmska do 1596 roku» (Люблин-Холм 1999),
- «Naddniestrzańska Republika Mołdawska jako element przestrzeni politycznej Europy Środkowo-Wschodniej» (Люблин 2005),
- «Deportacja Ukraińców z Polski w latach 1944-1946 jako problem we współczesnych relacjach polsko-ukraińskich» (Люблин 2004),
- «Chełmska diecezja unicka 1596-1810. Dzieje i organizacja» (Люблин 2005),
- (перевод) Ihor Skoczylas. «Sobory eparchii chełmskiej XVII wieku. Program religijny Slavia Unita w Rzeczypospolitej», перев. с укр. Анджей Гиль (Люблин 2008),
- «Kwestia polska w białoruskim dyskursie politycznym. Geneza i teraźniejszość» (Люблин 2009),
- (редактор) «Studia z dziejów tradycji i metropolii kijowskiej XII—XIX wieku», ред. Анджей Гиль (Люблин 2009),
- (редактор) «Kościół katolicki na Wschodzie w warunkach totalitaryzmu i posttotalitaryzmu», ред. Анджей Гиль, Витольд Бобрик (Люблин-Седльце 2010),
- «Unia Lubelska — dziedzictwo wielu narodów», ред. Анджей Гиль (Люблин 2010),
- «Nacjonalizm i polityka — casus Ukrainy Zachodniej» (Люблин 2011),
- «Генеральные визитации церквей и монастырей Владимирской униатской епархии конца XVII — начала XVIII веков: книга протоколов и отдельные описания», общ. ред. и ист. очерк Анджей Гиль, Игорь Скочиляс, сост. Анджей Гиль, И. Макевич, Игорь Скочиляс, Ирина Скочиляс (Львов–Люблин 2012),
- «Владимиро-брестская епархия XI—XVIII веков: исторические очерки», соавтор Игорь Скочиляс (Львов 2013),
- «Kościoły wschodnie w państwie polsko-litewskim w procesie przemian i adaptacji: metropolia kijowska w latach 1458-1795», соавтор Игорь Скочиляс (Люблин-Львов 2014).